# Quem ora não erra
Quem ora não erra é o quarto álbum de estúdio do grupo Ellas, lançado pela MK Music em julho de 2007.
O álbum foi produzido por Wagner Carvalho e representou um retorno às raízes black music do grupo
. 
Por meio desde trabalho, foram indicadas ao Troféu Talento 2008 na categoria Melhor Grupo Vocal e na categoria Melhor álbum Black Music.

## Faixas
1. Certeza
2. Eu acordei
3. Venha viver
4. Comprometido
5. Verdadeira Paz
6. Quero ir
7. Eu sou de Deus
8. Deus Agirá
9. Quem ora não erra
10. Sei, sei, sei
11. Milagre
12. Jesus vem
13. Medley

## Clipes
- Eu sou de Deus

## Ficha Técnica
- Produção Musical: Wagner Carvalho